# Henk Visch

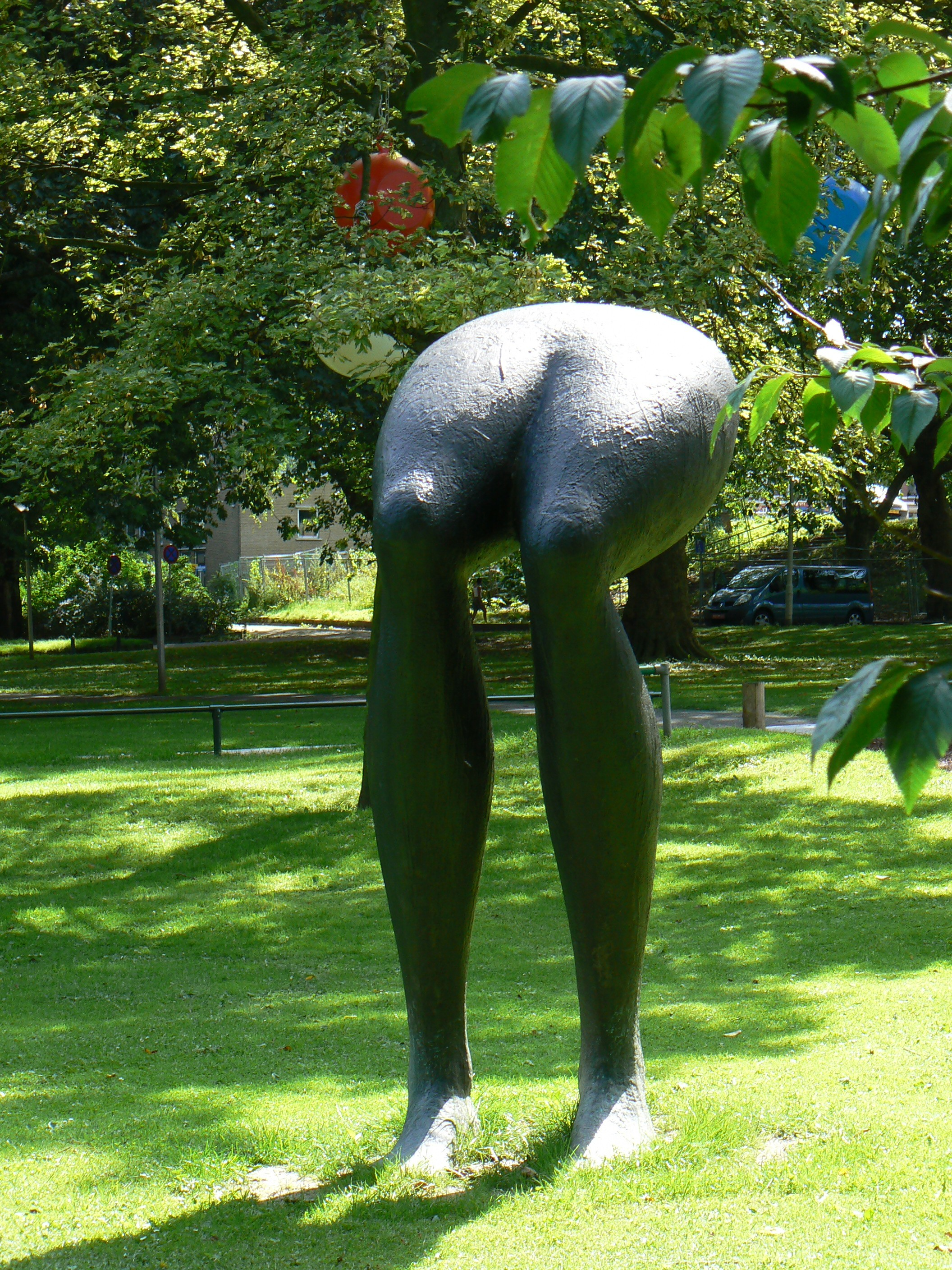
Skulptur in Rotterdam (2007)

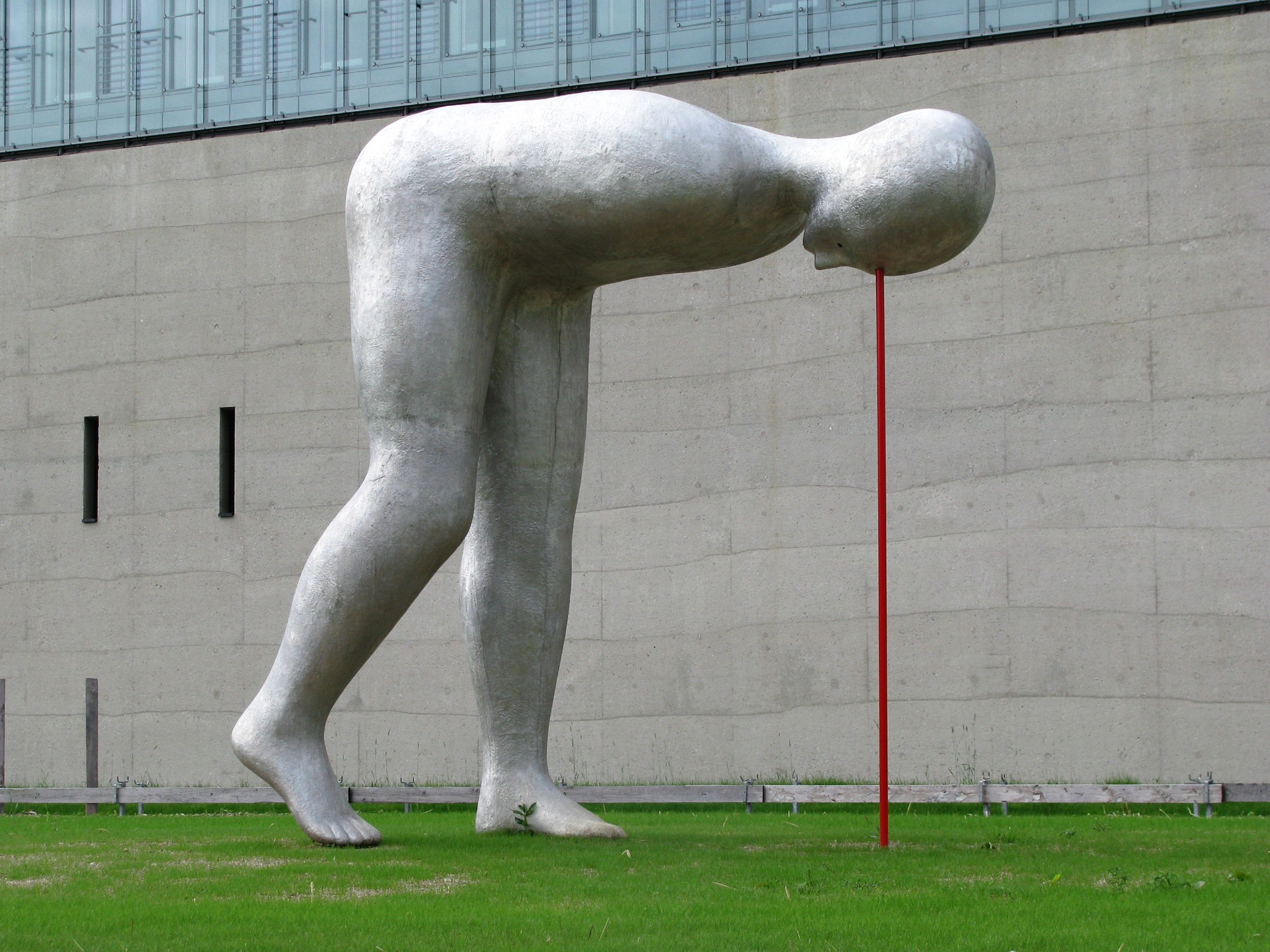
Skulptur: Present Continuous (2011), in München (2011)

Henk Visch (* 1950 in Eindhoven) ist ein niederländischer Bildhauer und Hochschullehrer.

## Leben und Wirken
Visch studierte von 1968 bis 1972 an der „Koninklijke Academie voor Kunst en Vormgeving“ in ’s-Hertogenbosch. Einem Aufenthalt in New York 1982/83 folgte 1984 ein Aufenthalt in den „Ateliers Internationales de Fontevraud“. Von 1984 bis 1987 war er Dozent an der Rijksakademie van beeldende kunsten in Amsterdam. 1988 bespielte er den niederländischen Pavillon auf der Biennale in Venedig. 1992 nahm er an der Documenta IX in Kassel teil. Er war von 1995 bis 2001 Professor an der Kunstakademie Stuttgart. Im Jahr 2005 wurde er als Professor für Bildhauerei an die Kunstakademie Münster berufen, wo er bis 2017 tätig war.

## Ausstellungen (Auswahl)
- Blickachsen 8 und 9, Bad Homburg vor der Höhe
- „Henk Visch“, Schlossplatz Altshausen (2009)
- „Henk Visch“, Kunsthalle Göppingen (Kat.) (2009)
- „zonder plan wel systeem, Henk Visch en Piert Dirkx“, Galerie Ferdinand van Dieten, Amsterdam (2009)
- „Jeugdzonde“,LLS387, Antwerpen (2009)
- „Art Link Gallery“, Seoul (2009)
- „ARCO '09 Madrid“, Tim Van Laere Gallery (2009)
- „Bilder Plastik Tralala“ Klasse Henk Visch Kunstakademie Münster, Kunstverein Gelsenkirchen (2009)
- "Biennale Venedig", (1988)
- "Dokumenta IX", Kassel, (1992)

## Werke im öffentlichen Raum (Auswahl)
- Marathonbeeld, Rotterdam 2001
- Present Continuous, Gabelsbergerstraße München 2011

## Auszeichnungen
- 1991 Kunstpreis der Stadt Darmstadt
- 2001 Beeldende Kunstprijs des Prins Bernhard Cultuurfonds Noord-Brabant